# Neptun Końskie
Miejski Klub Sportowy Neptun Końskie – polski klub sportowy założony w Końskich w 1946 roku. Drużyna piłkarska występuje w IV lidze, grupie świętokrzyskiej, a jej największym sukcesem jest gra w III lidze w sezonie 1979/1980. Istnieją także sekcje brydża, piłki ręcznej, piłki siatkowej i taekwondo.
Swoją obecną nazwę klub zawdzięcza przedwojennej odlewni żelaza „Neptun” założonej przez polskiego żyda Józefa Mintza.

## Historia sekcji piłkarskiej
W okresie międzywojennym w Końskich istniała drużyna piłkarska Sokół. Założenie w 1946 roku zespołu OMTUR dało trwałe podwaliny obecnemu Neptunowi. Pierwszym prezesem został Wacław Wrocławski, a wiceprezesem Tadeusz Koryciński. Cztery lata po powstaniu klubu, drużyna pod nazwą Stal wygrała rozgrywki klasy B. W swoim debiucie w klasie A konecki zespół zaprezentował się bardzo dobrze zajmując w niedokończonym sezonie drugie miejsce. W 1951 roku klub uplasował się na ostatnim miejscu, lecz ze względu na reorganizację rozgrywek nie został zdegradowany. Przez kolejne kilka lat Stal rywalizowała w klasie A. W 1957 roku zespół pod nazwą KKS Końskie wywalczył drugie miejsce i uzyskał promocję do nowo utworzonej klasy okręgowej. W debiucie konecczanie zajęli ostatnią lokatę, która spowodowała spadek. Klub powrócił do starej nazwy Stal i do 1969 roku występował w klasie A.
W 1969 roku klub wywalczył awans do ligi okręgowej. Cztery lata później doszło do połączenia z Zamtalem, zaś drużyna zmieniła nazwę na Neptun. Z sezonu na sezon koneccy piłkarze osiągali lepsze wyniki. Najpierw w 1978 roku zajęli w tabeli drugą lokatę, a w następnych rozgrywkach zwyciężyli. W barażach spotkali się z Huraganem Międzyrzec. Pierwszy mecz zakończył się zwycięstwem rywali 2:1, lecz w pojedynku rewanżowym 2:0 wygrał Neptun i to on awansował do III ligi. Klub nie sprostał jednak innym drużynom i w sezonie 1979/1980 został zdegradowany. W trzecioligowej rywalizacji koneccy piłkarze zwyciężyli w dwóch meczach, sześć zremisowali, a 18. zakończyło się ich przegraną.
W 1990 roku Neptun znalazł się w IV lidze międzyokręgowej. Niespodziewany awans przerósł organizacyjnie klub z Końskich i po roku spadł on do ligi okręgowej, a następnie do klasy A. Po trzech latach gry w tym poziomie rozgrywkowym zespół, dzięki wygranej w ostatnim meczu z MKS Bodzechów uzyskał promocję. W 2000 roku klub zajął  trzecie miejsce, które dało awans do nowo utworzonej klasy okręgowej. W sezonie 2006/2007 zwyciężył w barażach Łysicę Bodzentyn i ponownie znalazł się w gronie czwartoligowców. Zmagania ukończył na siódmej pozycji, a w wyniku reorganizacji rozgrywek, w sezonie 2008/2009 znalazł się w III lidze, grupie małopolsko-świętokrzyskiej. Plasując się na ostatnim miejscu spadł do IV ligi, w której występuje obecnie.

## Mistrzostwa kraju
Występy pierwszej drużyny Neptuna w krajowych rozgrywkach w piłce nożnej.
Poziom rozgrywek:
|  | najwyższy ogólnokrajowy        |
|  | drugi                          |
|  | trzeci                         |
|  | czwarty                        |
|  | piąty                          |
|  | szósty                         |
|  | brak rozgrywek ogólnokrajowych |

| sezon   | rozgrywki                          | miejsce | mecze | zwycięstwa-remisy-porażki | bramki | punkty |
| 1946/47 | mecze towarzyskie                  |         |       |                           |        |        |
| 1947/48 | mecze towarzyskie                  |         |       |                           |        |        |
| 1948/49 | brak danych                        |         |       |                           |        |        |
| 1949/50 | kielecka klasa B                   | 1       | 20    |                           | 62-29  | 32     |
| 1950    | kielecka klasa A gr.II             | 2       | 7     |                           | 16-18  | 13     |
| 1951    | kielecka klasa A gr.I              | 8       | 14    |                           | 13-49  | 4      |
| 1952    | kielecka klasa A                   | 6       | 25    |                           | 102-61 | 29     |
| 1953    | kielecka klasa A                   | 8       | 26    |                           | 48-67  | 24     |
| 1954    | kielecka klasa A                   | 9       | 22    |                           | 40-47  | 18     |
| 1955    | kielecka klasa A                   | 7       | 22    |                           | 40-40  | 20     |
| 1956    | kielecka klasa A                   | 6       | 26    |                           | 52-39  | 28     |
| 1957    | kielecka klasa A                   | 2       | 26    |                           | 59-26  | 36     |
| 1958    | kielecka liga okręgowa             | 10      | 18    |                           | 16-34  | 11     |
| 1959    | kielecka klasa A                   | 7       | 22    |                           | 36-25  | 21     |
| 1960    | kielecka klasa A gr.I              | 2       | 12    |                           | 18-15  | 15     |
| 1960/61 | kielecka klasa A                   | 12      | 26    |                           | 25-41  | 21     |
| 1961/62 | kielecka klasa A                   | 9       | 26    |                           | 36-54  | 24     |
| 1962/63 | kielecka klasa A                   | 11      | 26    |                           | 35-49  | 21     |
| 1963/64 | kielecka klasa A                   | 8       | 26    |                           | 42-44  | 25     |
| 1964/65 | kielecka klasa A                   | 6       | 26    |                           | 51-39  | 26     |
| 1965/66 | kielecka klasa A                   | 8       | 26    |                           | 45-48  | 26     |
| 1966/67 | kielecka klasa A                   | 6       | 26    |                           | 66-57  | 27     |
| 1967/68 | kielecka klasa A                   | 5       | 26    |                           | 69-43  | 31     |
| 1968/69 | kielecka klasa A                   | 3       | 26    |                           | 55-32  | 35     |
| 1969/70 | kielecka liga okręgowa             | 7       | 26    |                           | 50-56  | 25     |
| 1970/71 | kielecka liga okręgowa             | 8       | 26    |                           | 32-34  | 25     |
| 1971/72 | kielecka klasa okręgowa            | 12      | 26    |                           | 25-44  | 21     |
| 1972/73 | kielecka klasa okręgowa            | 11      | 26    |                           | 23-46  | 23     |
| 1973/74 | kielecka klasa wojewódzka          | 10      | 28    |                           | 22-37  | 24     |
| 1974/75 | kielecka klasa wojewódzka          | 7       | 26    |                           | 22-23  | 26     |
| 1975/76 | kielecka klasa okręgowa            | 11      | 26    |                           | 25-45  | 16     |
| 1976/77 | kielecka klasa wojewódzka          | 4       | 22    |                           | 42-24  | 26     |
| 1977/78 | kielecka klasa wojewódzka          | 2       | 26    |                           | 66-26  | 39     |
| 1978/79 | kielecka klasa wojewódzka          | 1       | 26    |                           | 57-23  | 39     |
| 1979/80 | III liga gr.III                    | 13      | 26    |                           | 13-59  | 10     |
| 1980/81 | kielecka klasa okręgowa            | 3       | 26    |                           | 45-31  | 26     |
| 1981/82 | kielecka klasa okręgowa            | 8       | 22    |                           | 20-27  | 20     |
| 1982/83 | kielecka klasa okręgowa            | 8       | 22    |                           | 30-32  | 16     |
| 1983/84 | kielecka klasa okręgowa            | 3       | 22    |                           | 35-23  | 25     |
| 1984/85 | kielecka klasa okręgowa            | 2       | 22    |                           | 38-26  | 30     |
| 1985/86 | kielecka klasa okręgowa            | 7       | 2     |                           | 34-35  | 23     |
| 1986/87 | kielecka klasa okręgowa            | 9       | 26    |                           | 19-27  | 24     |
| 1987/88 | kielecka klasa okręgowa            | 11      | 26    |                           | 22-37  | 20     |
| 1988/89 | kielecka klasa okręgowa            | 7       | 26    |                           | 25-22  | 24     |
| 1989/90 | kielecka klasa okręgowa            | 5       | 24    |                           | 37-28  | 27     |
| 1990/91 | kielecka IV liga                   | 13      | 26    |                           | 22-58  | 12     |
| 1991/92 | kielecka klasa okręgowa            | 12      | 22    |                           | 26-49  | 13     |
| 1992/93 | kielecka klasa A gr.II             | 5       | 18    |                           | 36-26  | 21     |
| 1993/94 | kielecka klasa A gr.II             | 3       | 22    |                           | 60-29  | 31     |
| 1994/95 | kielecka klasa A gr.II             | 1       | 22    |                           | 75-17  | 38     |
| 1995/96 | kielecka klasa okręgowa            | 6       | 26    |                           | 61-38  | 43     |
| 1996/97 | kielecka klasa okręgowa            | 4       | 24    |                           | 59-38  | 43     |
| 1997/98 | kielecka klasa okręgowa            | 4       | 24    |                           | 54-22  | 42     |
| 1998/99 | kielecka klasa okręgowa            | 6       | 32    |                           | 73-49  | 55     |
| 1999/00 | kielecka klasa okręgowa            | 3       | 30    |                           | 67-38  | 58     |
| 2000/01 | świętokrzyska IV liga              | 12      | 34    |                           | 34-53  | 39     |
| 2001/02 | świętokrzyska IV liga              | 12      | 30    | 9-8-13                    | 32-46  | 25     |
| 2002/03 | świętokrzyska IV liga              | 17      | 34    | 7-7-20                    | 42-57  | 28     |
| 2003/04 | świętokrzyska V liga               | 7       | 30    | 14-4-12                   | 55-51  | 46     |
| 2004/05 | świętokrzyska V liga               | 5       | 30    | 12-9-9                    | 54-34  | 45     |
| 2005/06 | świętokrzyska klasa okręgowa gr.II | 2       | 22    | 17-1-4                    | 62-17  | 52     |
| 2006/07 | świętokrzyska klasa okręgowa gr.II | 2       | 24    | 19-1-4                    | 72-21  | 58     |
| 2007/08 | świętokrzyska IV liga              | 7       | 30    | 15-4-11                   | 48-42  | 49     |
| 2008/09 | III liga grupa VII                 | 16      | 30    | 3-5-22                    | 14-77  | 14     |
| 2009/10 | świętokrzyska IV liga              | 14      | 30    | 8-2-20                    | 33-80  | 26     |
| 2010/11 | świętokrzyska IV liga              | 15      | 30    | 5-7-18                    | 19-51  | 22     |
| 2011/12 | świętokrzyska klasa okręgowa       | 3       | 30    | 17-4-9                    | 71-38  | 55     |
| 2012/13 | świętokrzyska klasa okręgowa       | 4       | 30    | 16-7-7                    | 60-34  | 55     |
| 2013/14 | świętokrzyska klasa okręgowa       | 2       | 30    | 21-3-6                    | 79-26  | 66     |
| 2014/15 | IV liga, grupa świętokrzyska       | 11      | 30    | 10-4-16                   | 31-45  | 34     |
| 2015/16 | IV liga, grupa świętokrzyska       | 4       | 30    | 12-9-9                    | 42-29  | 45     |
| 2016/17 | IV liga, grupa świętokrzyska       | 6       | 34    | 17-7-10                   | 56-40  | 58     |
| 2017/18 | IV liga, grupa świętokrzyska       | 2       | 34    | 24-5-5                    | 74-31  | 77     |
| 2018/19 | IV liga, grupa świętokrzyska       | 2       | 34    | 24-4-6                    | 89-73  | 76     |
| 2019/20 | IV liga, grupa świętokrzyska       | 10      | 18    | 6-5-7                     | 25-31  | 23     |
| 2020/21 | IV liga, grupa świętokrzyska       | 14      | 38    | 14-8-16                   | 59-57  | 50     |
| 2021/22 | IV liga, grupa świętokrzyska       | 5       | 34    | 18-4-12                   | 63-58  | 58     |
| 2022/23 | IV liga, grupa świętokrzyska       | 9       | 34    | 15-5-14                   | 59-43  | 50     |
| 2023/24 | IV liga, grupa świętokrzyska       | 10      | 34    | 15-8-11                   | 53-41  | 53     |